# فرشته خسروجردی

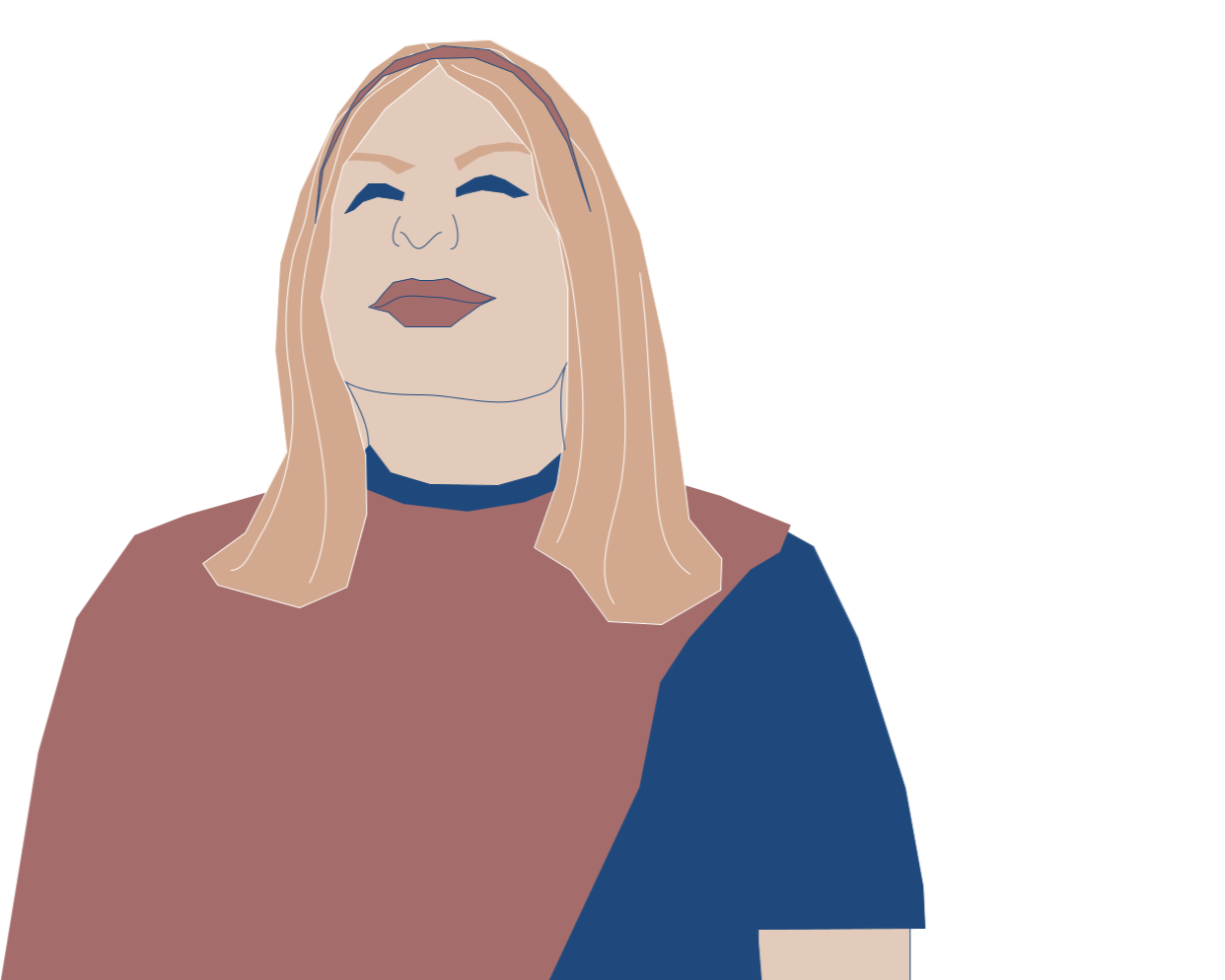

فرشته خسروجردی خوانندهٔ کم‌بینای اهل ایران است. او که نابینا به‌دنیا آمده‌است، پس از تجربهٔ آزار خانگی از سوی همسرش، از ایران گریخت و در سال ۲۰۰۷ در بریتانیا ساکن شد.
او در سال ۲۰۱۳ به‌عنوان یکی از ۱۰۰ زن بی‌بی‌سی انتخاب شد.